# Spermacoce delicatula
Spermacoce delicatula är en måreväxtart som först beskrevs av Elsa Leonor Cabral, och fick sitt nu gällande namn av Piero G. Delprete. Spermacoce delicatula ingår i släktet Spermacoce och familjen måreväxter. Inga underarter finns listade i Catalogue of Life.